# Cheniseo recurvata
Cheniseo recurvata – gatunek pająka z rodziny osnuwikowatych.

## Występowanie
Gatunek jest endemitem Alaski (Stany Zjednoczone).